# Gerda Eerdmans
Gerda Eerdmans (Bolsward, 1954) is een Nederlands bestuurder. Tot 1 augustus 2009 was zij wethouder voor GroenLinks in Amersfoort. Zij was verantwoordelijk voor milieu, onderwijs, integratie, participatie en publieke dienstverlening. Daarna was Eerdmans tot 1 september 2020 voorzitter van het College van Bestuur van MBO Amersfoort, een rol die zij ruim 11 jaar heeft vervuld.
Eerdmans volgde een hbo-opleiding verpleegkunde en onderwijs. Ze werkte vervolgens als wijkverpleegkundige in Amersfoort. Daarna werkte ze als projectmanager en docent-supervisor aan de Hogeschool van Utrecht. Tussen 1998 en 2002 was zij lid van de gemeenteraad voor GroenLinks. Van 2002 tot 2009 was zij wethouder voor GroenLinks in Amersfoort. Op 3 juni 2009 kondigde ze aan dat ze per 1 augustus af zou treden om voorzitter te worden van het toenmalige ROC ASA. Sebastiaan van 't Erve volgde haar op als wethouder in Amersfoort.
Per 1 januari 2012 werd Eerdmans vicevoorzitter van de raad van toezicht van Meander Medisch Centrum.